# Базилика Непорочного Зачатия
Базилика Непорочного Зачатия (фр. Basilique de l'Immaculée-Conception) — католический храм в городе Лурд, Франция, одна из главных частей санктуария в Лурде. Имеет почётный статус малой базилики, посвящена почитанию Непорочного зачатия Девы Марии. Составляет вместе с расположенной под ней базиликой Святого Розария, криптой, и несколькими часовнями единый архитектурный комплекс, воздвигнутый над пещерой Масабьель, где по мнению Католической церкви в 1858 году проходили явления Девы Марии. Место католического паломничества. Также известна как «Верхняя базилика».

## История
Базилика Непорочного Зачатия построена в 1862—1871 годах в неоготическом стиле по проекту архитектора Ипполита Дюрана. 2 июля 1876 года состоялось её торжественное освящение.

## Архитектура

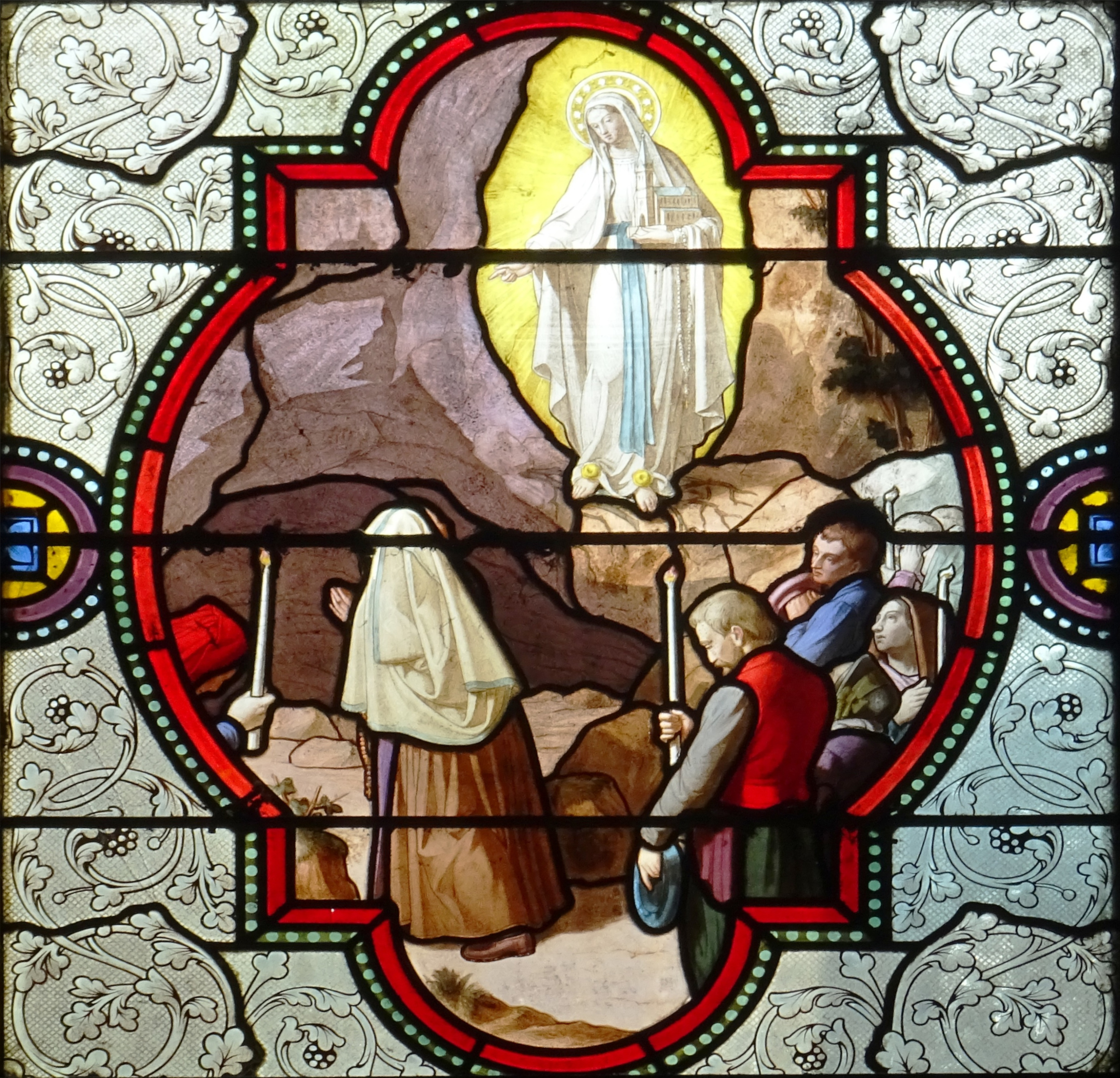
Витраж, посвящённый явлениям в Лурде

Одним из центральных элементов архитектурного ансамбля лурдского санктуария является смотровая площадка, расположенная между верхней и нижней базиликами. Со смотровой площадки можно войти в крипту, которая расположена выше базилики Святого Розария, но ниже самой базилики Непорочного Зачатия. Ко главному входу в базилику Непорочного Зачатия от смотровой площадки ведут две небольшие лестницы, справа и слева от входа в крипту. Единство архитектурного ансамбля санктуария в числе прочего подчёркивается тем, что со стороны эспланады процессий точно на уровне входа в верхнюю базилику Непорочного зачатия находится позолоченный крест главного купола нижней базилики.
Базилика Непорочного зачатия однонефная, неф поделён колоннами на девять одинаковых по размеру травей. Размеры базилики — 51 метр в длину, 21 метр в ширину и 19 метров в высоту.
Главным украшением внутреннего убранства базилики служат многочисленные витражи, иллюстрирующие эпизоды из жизни Девы Марии вплоть до провозглашения догмата о Непорочном зачатии в 1854 году и лурдских явлений в 1858 году.
13 марта 1874 года храму Непорочного зачатия был присвоен почётный титул малой базилики. В 1983 году базилику посещал папа Иоанн Павел II, а в 2008 году — папа Бенедикт XVI.